# ロット (ランツベルク郡)
ロット (ドイツ語: Rott) はドイツ連邦共和国バイエルン州オーバーバイエルン行政管区のランツベルク・アム・レヒ郡に属す町村（以下、本項では便宜上「町」と記述する）で、ライヒリング行政共同体を構成する自治体の一つである。

## 地理
ロットはランツベルクとヴァイルハイムの間、アンマー湖とレヒ川の間に位置し、ヴァイルハイム - ランツベルク間の街道とディーセン - ショーンガウ間の街道との交差点に面している。この付近の地方をレヒラインと呼ぶ。修道院の町として知られるヴェッソブルンから北西約4kmにあたる。
アイヒベルクまたはカルヴァーリエンベルクと呼ばれるモレーンの丘陵が町内にあるが、その海抜752mの山頂はランツベルク・アム・レヒ郡の最高地点である。そこから約2km南の高層湿原内にはエンゲルスリート湖がある。集落は氷期に形成されたモレーン地形南斜面の緩い勾配に位置している。

### 自治体の構成
この町は、公式には5つの地区 (Ort) からなる。このうち小集落や孤立農場などを除く集落を以下に列記する。
- ペッセンハウゼン
- ロット

## 歴史
最初期の定住は墳墓遺跡からハルシュタット期になされたことが分かっている。ロットとライヒリングとの間にはラ＝テーヌ期にケルト人の方形防塁が造られていた。ローマ時代にはエプファッハ（Abodiacum、現在はデンクリンゲンの一部）からライスティング (Urusa)への街道が現在の町域を通っていた。ローマ時代の定住跡は発見されていないが、ローマの神バッカスの胸像が発掘されている。この像は現在、ミュンヘンの州立古代史博物館に展示されている。
町内の列状の墳墓群は7世紀のものである。
集落名のロット (Rott) は、11世紀末に Rotta として初めて記録されている。この名前はロットバッハ川 (Rottbach) に由来する。川の名前は、上流の湿原から流れてくる水が赤褐色（赤い = rot）であることと同時に、インド＝ゲルマン語の Rota（ = 急流）とも意味する。
13世紀にロットはヴェッソブルン修道院領となった、世俗化後、この町は初めて独自の司祭区を形成することとなり、経済的・社会的にも独立した自治体となった。

### 人口推移
第二次世界大戦後、ロットには大勢の難民が流入した。当時人口600人ほどであったこの町は、300人の避難民を受け容れた。これに伴い、ロットは伝統的な農村から、多くの通勤労働者が住む工業化された町へと発展した。

## 行政
町長はフリッツ・シュナイダーである。

### 紋章
図柄: 銀地で、中央やや下よりに青い横波帯。その中に銀の木靴。その上に斜め十字に交差した赤い鍵と赤い柄のついた青い開墾用の斧。

## 文化と見所
- 町の中心にあるロココ装飾が豊かなヨハネ教会。
- 集落の北端にある1483年建造のオッティリエン礼拝堂。バロック様式の調度品や古い奉納額を有する。
- 新しい（1965年献堂）聖家族教区教会。緑豊かな墓地を併設している。
- 1878年に設けられた受難の道行きと1894年に設けられたルルドのグロットがあるカルヴァーリエンベルク（海抜752mの山頂は郡内の最高地点）。
- エンゲルスリート湖。ロットの南約2kmにある水浴ができる湖で、周辺は自然保護地区に指定されている。
- 村の博物館。レヒライン地方に関する歴史を紹介する入れ替え展示がなされている。
- ルーゲン湖の畔の自然学習路と牧草地

## 引用
1. ↑  https://www.statistikdaten.bayern.de/genesis/online?operation=result&code=12411-003r&leerzeilen=false&language=de Genesis-Online-Datenbank des Bayerischen Landesamtes für Statistik Tabelle 12411-003r Fortschreibung des Bevölkerungsstandes: Gemeinden, Stichtag (Einwohnerzahlen auf Grundlage des Zensus 2011)
2. ↑  Bayerische Landesbibliothek Online
3. ↑  “Bürgermeister | Gemeinde Rott am Lech”. 2020年12月5日閲覧。